# Бйорн Отто Брагстад
Бйорн Отто Брагстад (норв. Bjørn Otto Bragstad, нар. 5 січня 1971, Тронгейм) — норвезький футболіст, що грав на позиції захисника.
Виступав, зокрема, за клуб «Русенборг», а також національну збірну Норвегії.
Дев'ятиразовий чемпіон Норвегії. Триразовий володар Кубка Норвегії.

## Клубна кар'єра
У дорослому футболі дебютував 1989 року виступами за команду клубу «Русенборг», в якій провів одинадцять сезонів, взявши участь у 195 матчах чемпіонату.  За цей час дев'ять разів виборював титул чемпіона Норвегії.
Згодом з 2000 по 2002 рік без особливих успіхів грав в Англії, у складі команд клубів «Дербі Каунті» та «Бірмінгем Сіті».
Завершив професійну ігрову кар'єру в австрійському «Брегенці», за команду якого виступав протягом 2002—2004 років.

## Виступи за збірну
У 1999 році дебютував в офіційних матчах у складі національної збірної Норвегії. Протягом кар'єри у національній команді, яка тривала усього 2 роки, провів у формі головної команди країни 15 матчів.
У складі збірної був учасником чемпіонату Європи 2000 року у Бельгії та Нідерландах.

## Титули і досягнення
- Чемпіон Норвегії (9):

«Русенборг»: 1990, 1993, 1994, 1995, 1996, 1997, 1998, 1999, 2000
- Володар Кубка Норвегії (3):

«Русенборг»: 1992, 1995, 1999